# Lepthyphantes quadrimaculatus
Lepthyphantes quadrimaculatus är en spindelart som beskrevs av Kulczynski 1898. Lepthyphantes quadrimaculatus ingår i släktet Lepthyphantes och familjen täckvävarspindlar. Inga underarter finns listade i Catalogue of Life.